# Shipstern Cay
Shipstern Cay är en ö i Belize. Den ligger i distriktet Corozal, i den nordöstra delen av landet, 140 km nordost om huvudstaden Belmopan.